# Agència de Banas Kantha
L'agència de Banas Kantha fou el nom que va portar l'agència de Palanpur del 1925 al 1933.
El 1933 l'estat de Palanpur, el principàl, fou transferir a l'agència de Rajputana i la resta d'estats foren units amb l'agència de Mahi Kantha per formar la nova agència de Sabar Kantha, subordinada a l'Agència dels Estats Occidentals (o Agència dels Estats de l'Índia Occidental).